# Мирковский, Евгений Иванович
Евгений Иванович Мирко́вский (31 января 1904, Минск, Минской губернии — 10 октября 1992, Москва, Россия) — советский разведчик, Герой Советского Союза (5 ноября 1944). В Великую Отечественную войну руководил партизанским отрядом имени Ф. Э. Дзержинского «Ходоки» на территории оккупированных Белорусской ССР и Украинской ССР.

## Биография
Родился 31 января 1904 года в городе Минске, Минской губернии в семье мелкого служащего.
1919 год — начал трудовую деятельность рабочим на минских предприятиях.
1921—1925 годы — слесарь бондарной мастерской, рабочий в городе Дмитриев-Льговский Курской губернии, бетонщик на строительном участке в городе Минске.
В 1927 году вступает в ряды ВКП(б). В этом же году направлен на службу в органы ОГПУ.
С 1927 по 1940 год служит в пограничных войсках на западной границе.
В 1932 году окончил Объединённую белорусскую военную школу. В 1939 году принимал участие в освободительном походе РККА в Западную Украину и Западную Белоруссию.
Участник Великой Отечественной войны с июля 1941 года. Командир отряда Войск Особой группы при НКВД СССР, в октябре 1941 года сведённых в Отдельную мотострелковую бригаду особого назначения НКВД СССР (ОМСБОН), затем командир роты ОМСБОН. Участвовал в обороне Москвы.
С марта 1942 года по сентябрь 1944 года — командир разведывательно-диверсионной группы «Ходоки», переросшей в партизанский отряд имени Ф. Э. Дзержинского, действовавшего на территории Орловской, Киевской, Житомирской, Черниговской, Волынской, Гомельской, Ровенской и Брестской областей, а также в Польше. В 1942 году отряд прошёл по тылам врага более 3000 км, нанося существенный вред живой силе и технике. В июне 1943 года в городе Житомире взорваны здания центрального телеграфа, типография газеты оккупантов «Голос Волыни» и помещение в здании, где размещался гебитскомиссариат. Сам гебитскомиссар был тяжело ранен, а его заместитель убит. В июле 1943 года взорваны электростанция и водопровод, нефтесклад, склады с амуницией, продовольствием и техникой, также многократно повреждался телеграфный кабель секретной связи Берлин-Киев. Всего с 15 марта 1942 года по 20 августа 1944 года отряд уничтожил около 2 тысяч солдат и офицеров противника, пустил под откос 48 эшелонов, взорвал 3 бронепоезда и 10 железнодорожных и шоссейных мостов, сбил 2 вражеских самолёта. Советскому командованию также передавались ценные разведывательные данные.
С 1944 года — на руководящей оперативной работе в органах НКВД—НКГБ—МГБ—МВД (оперативный сотрудник особой группы при народном комиссаре внутренних дел СССР,  заместитель и начальник отделения службы «ДР» МГБ). Спецгруппа, руководимая Мирковским, участвовала в ликвидации подполья ОУН-УПА, действуя под прикрытием отряда украинских националистов.
С 23 мая по 7 октября 1953 года — советник МВД СССР при Службе госбезопасности Албании (Сигурими).
С марта 1954 года — начальник 13-го (разведывательно-диверсионного) отдела ЛГУ КГБ при СМ СССР.
1955 год — уволен в запас по состоянию здоровья. Жил в Москве.
Скончался 10 октября 1992 года. Похоронен на Миусском кладбище.

Могила Мирковского на Миусском кладбище Москвы.

## Награды
- Указом Президиума Верховного Совета СССР от 5 ноября 1944 года Евгению Ивановичу Мирковскому присвоено звание Героя Советского Союза.
- Два ордена Ленина, два ордена Красного Знамени, два ордена Отечественной войны I степени , орден Красной Звезды, медаль «Партизану Отечественной войны» I степени.

## Память
- В честь Евгения Мирковского названа улица в Заводском районе города Минска (2018).
- 11 ноября 2022 года в Минске открыта мемориальная доска в честь Героя Советского Союза Евгения Мирковского[2].